# 我堂武夫
我堂 武夫（がどう たけお、1904年〈明治37年〉7月27日 - 1984年〈昭和59年〉4月15日）は、日本の政治家。大阪府堺市長（第15代）。1976年（昭和51年）、堺市の政令指定都市移行を目標として発表（移行は2006年〈平成18年〉）。行政改革や財政再建と都市再開発を進め「名市長」と呼ばれた。位階は従四位。勲三等旭日中綬章。

## 略歴
堺市出身。大阪府立堺中学校（旧制中学校。現大阪府立三国丘高等学校）、1930年（昭和5年）九州帝国大学（現九州大学）法文学部を卒業。
帝塚山学院講師を経て1936年（昭和11年）堺市役所に入った。堺市の助役などを経て、1972年（昭和47年）10月に浪速医科大学（仮称、不認可）をめぐる詐欺・横領で堺市長（第14代）を辞職した土師半六の出直し選挙に出馬し、第15代の市長に当選した。市長は3期務め、1984年（昭和59年）、3期目の任期満了前の1月に健康問題により、辞職。同年4月に死去した。

## 人物
前々任で第13代市長の河盛安之介が、人口30万人台の1961年に発表した堺市「100万都市構想」について、市長として具体化させ整備。1976年に政令指定都市昇格を目指す構想として正式に発表した。同年、泉北ニュータウン入居も始まり堺市の人口は急増し1983年に80万人を突破。2005年（平成17年）に美原町と合併し、翌2006年に政令指定都市に移行している。
市長として在任中の主な政策として、1969年から1973年にかけ60%台の財政力指数が一挙90%台と経常収支比率が上がった際、助役に田中和夫（のちの第16代市長）を据え行財政の見直しに着手。
行政改革・財政再建と並行して、都市力の向上のため都市再開発にも注力した。市内で最古1888年（明治21年）開業で、かつては市の代表駅とされた南海電気鉄道南海本線の「堺駅」の西口地区（第一種市街地）に都市ホテル（リーガロイヤルホテル堺。現ホテル・アゴーラ リージェンシー堺）や商業施設・都市型住宅（ポルタス堺）を建設。かつての中心地旧・堺港地区の大浜公園などの再開発事業（ハーバーライト21構想）を推進。市南部でも大阪府立大学のある中百舌鳥地域を副都心として整備を進める一方、ソフトウェア面でも東京都に東京事務所の設置を進めた。

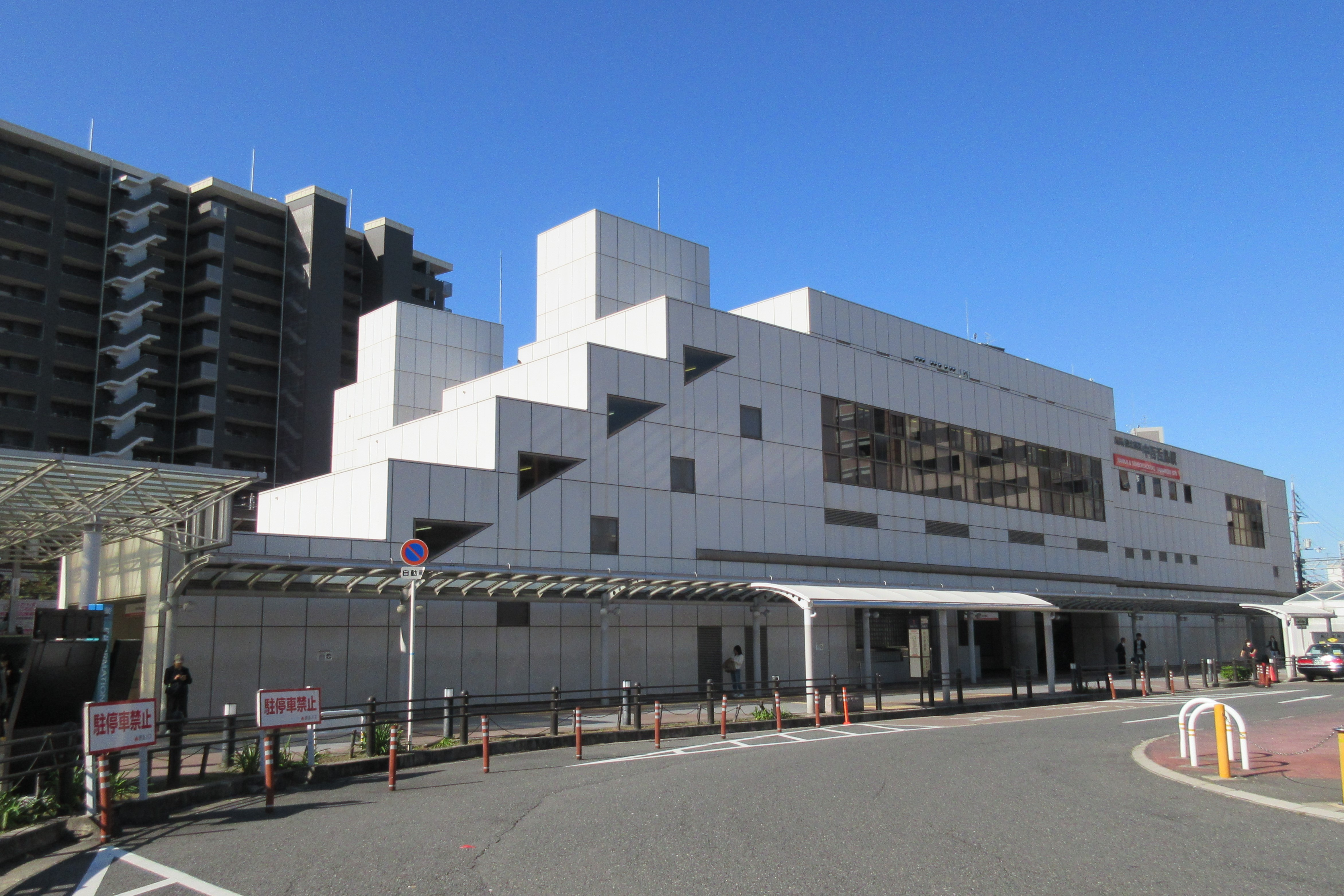
中百舌鳥駅。南海電気鉄道と泉北高速鉄道、Osaka Metro御堂筋線（旧大阪市営地下鉄）が乗り入れている（2019年〈令和元年〉11月撮影）

市長として在任中、堺市は1983年3月25日、「非核平和都市」を宣言。同年12月3日に中華人民共和国の連雲港市（東部湾岸江蘇省にある市）との間で友好都市（姉妹都市）提携を締結している。

## 栄典
- 1982年秋の叙勲で勲三等旭日中綬章を受章[14]。
- 死没日付をもって従七位から従四位に進階した[15]。